# Crangonyx serratus
Crangonyx serratus is een vlokreeftensoort uit de familie van de Crangonyctidae. De wetenschappelijke naam van de soort is voor het eerst geldig gepubliceerd in 1910 door Embody.